# Acmadenia nivenii
Acmadenia nivenii är en vinruteväxtart som beskrevs av Otto Wilhelm Sonder. Acmadenia nivenii ingår i släktet Acmadenia och familjen vinruteväxter. Inga underarter finns listade i Catalogue of Life.